# آوانی لخارا
آوانی لخارا (زاده ۸ نوامبر ۲۰۰۱در جیپور، راجستان) ورزشکار هندی رشته تیراندازی با تفنگ بادی پارالمپیک اهل هند است. او یک مدال طلا در تفنگ بادی ۱۰ متر ایستاده و یک مدال برنز در تفنگ بادی ۵۰ متر در ۳ موقعیت در پارالمپیک تابستانی ۲۰۲۰ را کسب کرد. لخارا با کسب این دو مدال نخستین ورزشکار تاریخ هند بود که در یک پارالمپیک به دو مدال دست یافت. این ورزشکار هندی همچنین به عنوان یک فعال محیط زیست و شخصیت رسانه‌ای شناخته می‌شود.

## زندگی شخصی
آوانی لخارا در تاریخ ۸ نوامبر سال ۲۰۰۱ در شهر جیپور ایالت راجستان هند متولد شد. او در سن ۱۱ سالگی بر اثر یک تصادف رانندگی از ناحیه نخاع آسیب دید و برای همیشه توانایی راه رفتن را از دست داد. پدر او بعد از این حادثه مشوق او برای حضور در ورزش حرفه‌ای شد. آوانی لخارا نخست تیراندازی با کمان را به عنوان ورزش مد نظر خود انتخاب کرد اما کمی بعد سمت تیراندازی با تفنگ سوق پیدا کرد و به آن علاقه‌مند شد. این ورزشکار هندی پس از نخستین قهرمانی در مسابقات منطقه‌ای جیپور هند به تیم ملی این کشور دعوت شد و همچنان در آن عضویت داد. لخارا علاوه بر ورزش حرفه‌ای در در دانشگاه راجستان هند در رشته حقوق تحصیل می‌کند. او نخستین مدال خود را در مسابقه‌های منطقه‌ای جیبور کسب کرد.

## شهرت و ورزش
آوانی لخارا لخارا از سال ۲۰۲۰ تا تاریخ ژانویه ۲۰۲۳ در رنک یک تیراندازی در تفنگ بادی ۱۰ متر زنان (رده‌بندی جهانی تیراندازی پاراورزش) جهان قرار داشت. او همچنین اولین زن هندی است که در یک دوره بازی‌های پارالمپیک بیش از یک مدال کسب کرده است. لخارا طلای رشته تفنگ بادی ۱۰ متر و برنز در تفنگ ۵۰ متر را در بازی‌های تابستانه پارالمپیک توکیو به دست آورد. لخارا در حال حاضر به‌عنوان دستیار محافظ جنگل‌ها در دولت محلی راجستان فعالیت می‌کند.
آوانی لخارا اولین زن هندی است که مدال طلای پارالمپیک را کسب کرده است. لخارا آوانی همچنین اولین مدال طلای هند را در پارالمپیک تابستانی ۲۰۲۰ به‌دست‌آورد. او با ثبت امتیاز ۲۴۹٬۶ امتیاز در مسابقه فینال رکورد پارالمپیک را به‌نام خود ثبت کرد و به‌طور مشترک رکورد دار این ماده المپیکی شد او تیراندازی را در سال ۲۰۱۵ تحت تأثیر قهرمان المپیک آبهیناو بیندرا آغاز کرد و از آن زمان تا کنون چندین عنوان ملی و بین‌المللی را به‌دست آورده است. در ۳ سپتامبر ۲۰۲۱، اولین زن هندی پارالمپیک بود که پس از کسب مدال برنز در ماده ۵۰ متر تفنگ بادی ایستاده، دو مدال را در تاریخ پارالمپیک کسب کرد. او همچنین دارای دو مدال طلا و یک مدال نقره مسابقات جهانی تیراندازی است. طبق اعلام رسانه‌های این ورزشکار با کسب سهمیه مجدد پارالمپیک در پارالمپیک پاریس ۲۰۲۴ نیز حضور خواهد داشت.
در رسانه:
آوانی در یک برنامه تلویزیونی با عنوان «زندگی هندی من» با اجرای ستاره بالیوود کالکی کوچلین حضور دارد. این برنامه داستان‌های واقعی از هند، گاهی وحشیانه، گاهی الهام بخش را پوشش می‌دهد. این برنامه از سرویس جهانی بی‌بی‌سی این برنامه را پخش می‌شود.
افتخارات ورزشی
 پارالمپیک توکیو ۲۰۲۰
 پارالمپیک توکیو ۲۰۲۰
 مسابقات جهانی تیراندازی فرانسه ۲۰۲۲
 مسابقات جهانی تیراندازی فرانسه ۲۰۲۲
 مسابقات جهانی تیراندازی کره جنوبی ۲۰۲۲
 بازی‌های آسیایی گوانگژو ۲۰۲۲
جوایز غیر ورزشی:
- ۲۰۲۱ - جایزه Khel Ratna، بالاترین افتخار ورزشی هند.[۱۷]
- ۲۰۲۱ - جوان هندی سال - GQ هند
- ۲۰۲۱ - زنان سال وگ- مجلهٔ وگ
- ۲۰۲۱ - بهترین ورزشکار زن - جوایز پارالمپیک - کمیته بین‌المللی پارالمپیک
- ۲۰۲۲ - پادما شری[۱۸]
- ۲۰۲۲ - جایزه FICCI FLO برای تعالی در ورزش
- ۲۰۲۲ - او - جایزه سن توسط هندوستان تایمز
- ۲۰۲۲ - پارا ورزشکار سال (زن) - ستارهٔ ورزشی
- 2022 - بی‌بی‌سی هند: بهترین چهره‌ساز سال ۲۰۲۱
- 2022 - BRICS CCI WE - Trailblazer ۲۰۲۲